# Bagno di Diana e storie di Atteone e Callisto
Bagno di Diana e storie di Atteone e Callisto è un dipinto a olio su tela (73,5x93,5 cm) realizzato nel 1634 dal pittore Rembrandt Harmenszoon Van Rijn.
È conservato nel Museo Wasserburg di Anholt.
L'opera è firmata e datata "REMBRANDT. FT 1634".
Rembrandt unisce due episodi tratti da Le metamorfosi di Ovidio: nel primo, che occupa gran parte della scena, Atteone sorprende la dea Diana, che lo punisce per aver visto la sua nudità trasformandolo in cervo. Nel secondo, le ninfe scoprono che Callisto ha infranto il voto di castità, concependo un figlio da Zeus: Diana trasforma la fanciulla in orso.